# Uranoscopus
Uranoscopus és un gènere de peixos pertanyent a la família dels uranoscòpids.

## Descripció
- Poden fer fins a 35 cm de llargària màxima, tot i que, normalment, en fan entre 20 i 25.
- Cos massiu i una mica comprimit.
- Cap gros i pla dorsalment.
- Ulls a la part superior del cap (llur diàmetre és petit: al voltant del 13-17% de la longitud del cap).
- Boca vertical.
- Presenten un tentacle (llarg, estret i grisenc) a la mandíbula inferior (dins de la boca).
- La primera aleta dorsal té entre 3 i 4 espines, la segona dorsal 13-15 radis tous i l'aleta anal una sola espina i 12-14 radis tous.
- La línia lateral té entre 76 i 90 escates.
- El dors i els flancs són de color marró grisenc i esquitxat amb taques, mentre que el ventre és blanc groguenc. La primera aleta dorsal és negra.[2]

## Reproducció
En general, té lloc entre l'abril i l'agost. Els ous (de 2 mm de diàmetre), les larves i els joves són pelàgics.

## Alimentació
Mengen principalment peixos.

## Hàbitat
Són espècies bentòniques que viuen en fons sorrencs o fangosos de la plataforma continental o del talús continental superior entre 15 i 400 m de fondària.

## Distribució geogràfica

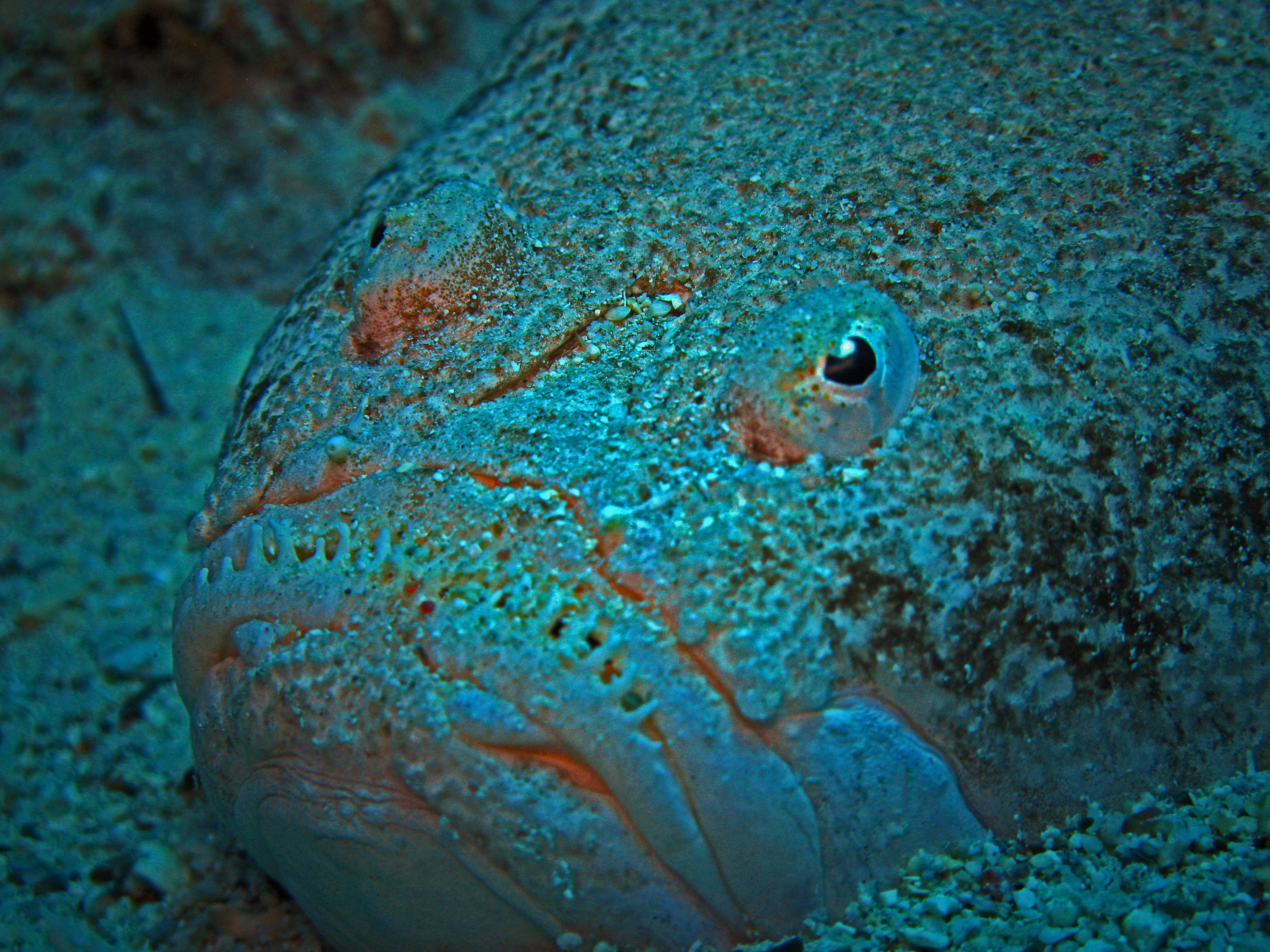
Uranoscopus dollfusi

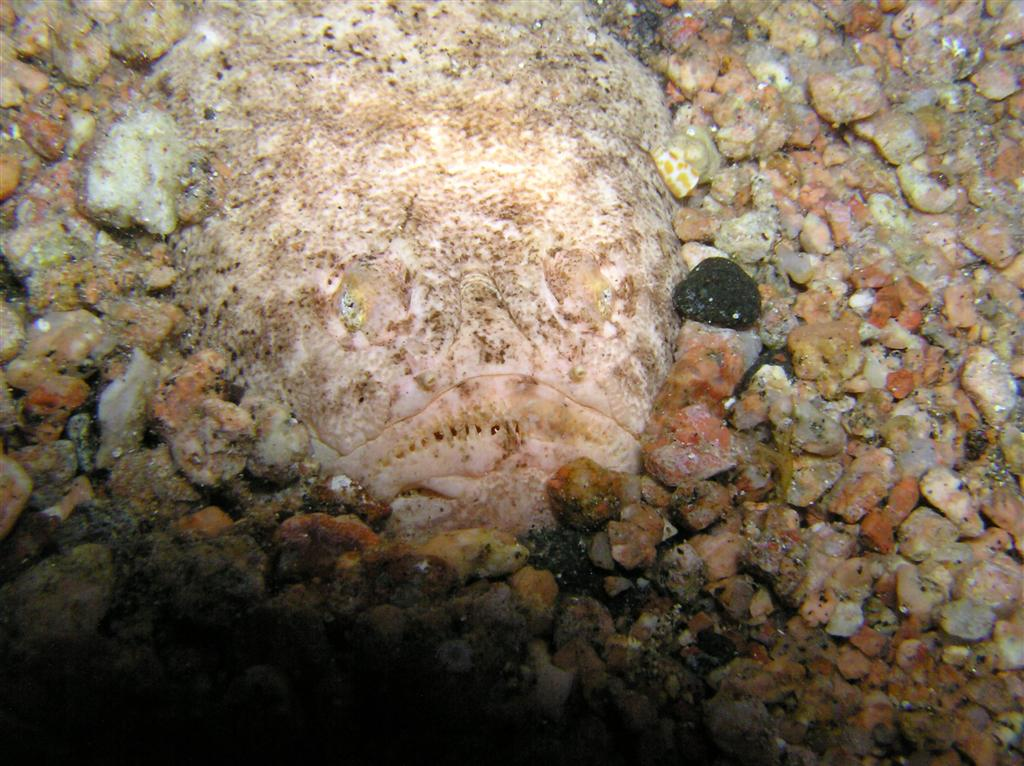
Uranoscopus dollfusi

Es troba al Vell Món i Oceania.

## Taxonomia
- Uranoscopus affinis (Cuvier, 1829)[4]
- Uranoscopus albesca (Regan, 1915)[5]
- Uranoscopus archionema (Regan, 1921)[6]
- Uranoscopus bauchotae (Brüss, 1987)
- Uranoscopus bicinctus (Temminck & Schlegel, 1843)[7]
- Uranoscopus cadenati (Poll, 1959)[8]
- Uranoscopus chinensis (Guichenot, 1882)[9]
- Uranoscopus cognatus (Cantor, 1849)[10]
- Uranoscopus crassiceps (Alcock, 1890)

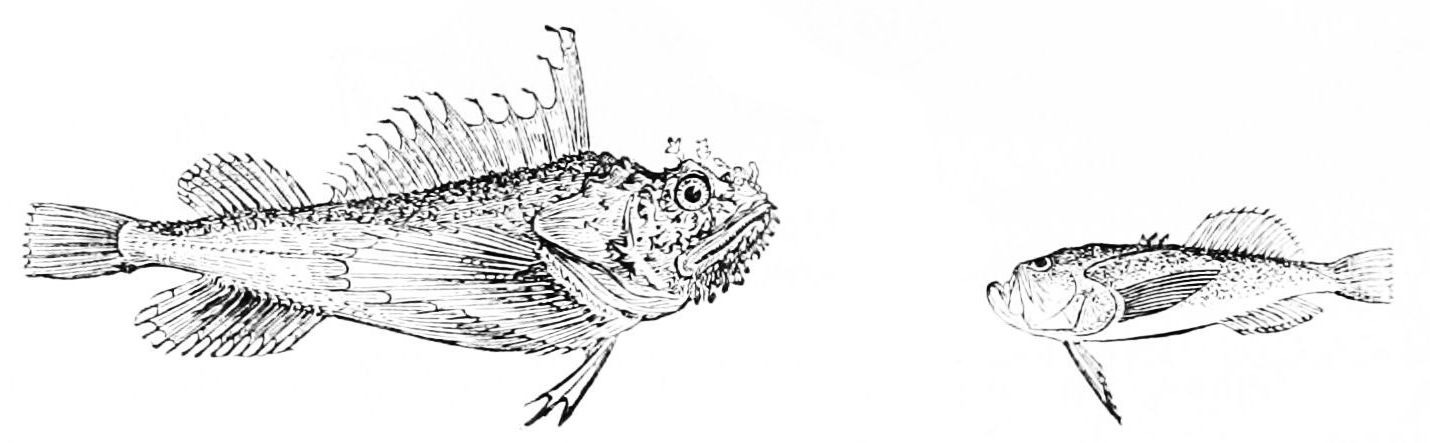
Gravat de 1877

- Uranoscopus dahlakensis (Brüss, 1987)
- Uranoscopus dollfusi (Brüss, 1987)
- Uranoscopus filibarbis (Cuvier, 1829)[4]
- Uranoscopus fuscomaculatus (Kner, 1868)
- Uranoscopus guttatus (Cuvier, 1829)
- Uranoscopus japonicus (Houttuyn, 1782)[11]
- Uranoscopus kaianus (Günther, 1880)
- Uranoscopus marisrubri (Brüss, 1987)[12]
- Uranoscopus marmoratus (Cuvier, 1829)[4]
- Uranoscopus oligolepis (Bleeker, 1878)[13]
- Uranoscopus polli (Cadenat, 1951)[14]
- Rata de mar (Uranoscopus scaber) (Linnaeus, 1758)
- Uranoscopus sulphureus (Valenciennes, 1832)[15]
- Uranoscopus tosae (Jordan & Hubbs, 1925)[16][17][18][19][20][21][22]